# Santa Clara do Sul

Santa Clara do Sul es un municipio brasileño del estado de Rio Grande do Sul.
Se encuentra ubicado a una latitud de 29º28'08" Sur y una longitud de 52º05'15" Oeste, estando a una altitud de 117 metros sobre el nivel del mar. Su población estimada para el año 2004 era de 5.168 habitantes.
Ocupa una superficie de 88,862 km². 
- Datos: Q601869
- Multimedia: Santa Clara do Sul / Q601869